# Alessandra Bocchineri
Alessandra Bocchineri (Prato, 1600 – 22 settembre 1649) è stata una nobildonna italiana, «dama arguta, accorta, di magnanimo cuore e di spirito nobile che nella gran povertà seppe sostenersi da Nobile».  È nota per la sua affettuosa corrispondenza epistolare con Galileo Galilei .

## Biografia

### La prima vedovanza
Alessandra aveva ricevuto una buona educazione dal padre Carlo, autore di un poemetto, Il Palladio, scritto in onore della famiglia dei Medici.
Carlo aveva sposato «in età troppo tenera la signora Polissena Gatteschi, nobile pistorese, dalla quale non ebbe un soldo di dote, ma un solo poderuccio di là da Pistoia, che Carlo vendé a bricioli, e a stento [...] questa signora Polissena, piena di fantasia, vestiva superbamente, benché ogni anno facesse un figliolo, e tanto il marito quanto lei si davano continuamente bel tempo in veglie, in giochi, in pasti e in festini. Carlo in breve tempo divenne così povero che Prato non aveva il più miserabile di robba, e di credito, onde furono tutti necessitati vivere molti anni senza serva, e senza bever vino, e far la minestra per i Giubilei.»
Fu Alessandra, la figlia maggiore, che «sostenne la casa acciò non cadesse in vergognose bassezze, con il guadagno di ben ricamare, ché il ricamo andava assai in quei tempi, e poté così dare il pane a tutta la famiglia.»
Divenuto podestà di Bibbiena nel 1617, Carlo Bocchineri aveva dato in sposa la figlia Alessandra, con una dote raccolta raccomandandosi a opere pie pratesi, a un anziano vedovo, Lorenzo Nati che morì improvvisamente «con sospetto di malia fattagli da una sua donna, che si teneva avanti che pigliasse moglie» lasciando la moglie con la piccola figlia Angelica.
Tornata a Prato nella casa paterna, Alessandra dovette nuovamente barcamenarsi per mantenere con il suo lavoro di ricamo una famiglia di «otto figlioli tre femmine e cinque masti; come io trovassi la casa finita et senza un minimo sussidio per alimentar detta famiglia lo sa Dio benedetto, io ero la più vecchia che fussi in casa et pure ero giovane; poiché mio padre era carico di debiti et si trovava a Firenze dreto a rendere gli Ufizi, et dreto alle liti, et alle diavolerie, che ce n'era in abondanza [...] ed io non ci havevo altro refrigerio che di lavorare sino a mezza notte per guadagnare il vitto a detta famiglia, et di vendere quando una cosa et quando un'altra di quelle havevo havuto dal Nati, come sarebbe stato collanine da mano, anella, orecchini, et quello che non vendei per affetto, l'impegnai.»

### La seconda vedovanza
Le ristrettezze della famiglia Bocchineri sembrava stessero per finire quando Alessandra nel 1621 venne promessa in sposa a un protetto del duca di Mantova il musicista Giovan Francesco Rasi che dopo la morte del padre, senatore di Casale, aveva deciso di tornare in Toscana con la madre.
Un servo fu incaricato di uccidere il fattore, marito della cameriera, e Gemma Biffoli che, malamente pugnalata e strangolata, riuscì a sopravvivere con l'intento di vendicarsi, sostenuta dalle famiglie Bocchineri e Biffoli, dei due amanti in fuga. Nel frattempo Rasi aveva chiesto e ottenuto protezione dal duca di Mantova che assieme al granduca di Toscana fecero in modo che tornasse la pace tra le famiglie Rasi e Biffoli disponendo un matrimonio di convenienza tra il musicista e Alessandra.
Recatosi alla corte del duca di Mantova con Alessandra e la figlia di lei Angelica, Rasi partecipò alle feste che si tenevano nella città per le nozze della sorella del duca, Eleonora, e l'imperatore Ferdinando II. Di ritorno da uno di questi festeggiamenti il Rasi morì il 30 novembre 1621 colpito da una violenta febbre. In punto di morte raccomandò Alessandra al granduca che la scelse tra le dame che dovevano recarsi a Vienna al servizio dell'imperatrice. Il viaggio verso Vienna fu molto disagiato e «ebbe la signora Alessandra gravi malattie si per l'incomodo del viaggio, che per la rigidezza dell'aria e per i disagi della Corte, che più d'una volta stiede in punto di perdere la vita».
Scriveva Alessandra da Vienna al fratello: «di quante Dame condusse seco di Mantova S. M. Cesarea, che furono più di cento, tutte se ne andorono, chi per un conto, chi per un altro, ovvero si maritarono».

### Il terzo matrimonio
Così accadde anche per Alessandra che sposò Giovanni Francesco Buonamici un pratese abile diplomatico presso la corte viennese che ottenne la carica di segretario dell'arciduca Carlo d'Asburgo che lo volle con sé presso la corte spagnola. Alla morte dell'arciduca il Buonamici fu assunto come segretario dal duca Volfango Guglielmo del Palatinato-Neuburg e fu lì che Alessandra lo raggiunse decidendo di mandare Angelica a Prato in custodia ai Bocchineri che però si rifiutarono d'accoglierla. Ne derivò un contrasto tra i Bocchineri e i parenti del marito di Alessandra, i Buonamici, così forte che Maria Caterina Buonamici, sorella di Giovan Francesco, monaca in Santa Caterina a Prato, «mandò una mattina a chiamare l'Angelica amicabilmente; et arrivata su la porta del Convento, la prese per un braccio, e la tirò in monastero, né volle rimandarla a casa. Ma la nonna Polissena si precipitò in convento e, senza licenza alcuna entrò dentro, e levò la ragazza, senza curare li schiamazzi delle Monache...»
Finalmente la famiglia Buonamici ebbe modo di riunirsi il 25 giugno 1630 a Firenze con Alessandra partita da Neuburg per la corte della granduchessa di Toscana e con Giovanni Francesco che proveniva da Madrid per i suoi incarichi diplomatici.
Il padre di Alessandra aveva promesso alla figlia che l'avrebbe designata come erede favorita ma essendo morto intestato si generò una guerra con i parenti.
Nel frattempo la figlia Angelica era stata affidata al Monastero di Santa Trinita a Prato ma la ragazza non voleva farsi monaca e quindi Alessandra dovette riprendersela a casa con l'approvazione e il sostegno economico del marito Buonamici, nominato nel frattempo, tra molte polemiche, governatore degli ospedali di Prato, che però non fu compensato per la sua generosità perché la figlia «neppure una volta racconciò [al padre] un paio di calze, et non gli ha mai parlato una parola».
Unica consolazione di Alessandra per la sua vita travagliata, cui pose fine la morte avvenuta nel 1649, fu l'amicizia con Galilei e le confidenze epistolari che scambiò con lui specie dopo il matrimonio della sorella Sestilia con Vincenzio, il figlio dello scienziato pisano.